# Coen Moulijn
Coenraadt "Coen" Moulijn, född 15 februari 1937, död 4 januari 2011 i Rotterdam, var en nederländsk fotbollsspelare. Han spelade för Feyenoord mellan 1955 och 1972 och gjorde 487 ligamatcher för klubben. I Feyenoord vann han bland annat Eredivisie fem gånger och Europacupen 1970.
För Nederländernas landslag gjorde han 38 landskamper och fyra mål.

## Meriter
Feyenoord
- Eredivisie: 1961, 1962, 1965, 1969, 1971
- KNVB Cup: 1965, 1969
- Europacupen: 1970
- Interkontinentala cupen: 1970
- Intertotocupen: 1967, 1968